# Fosa (anatomía)
 En anatomía, una fosa (/ˈfɒsə /; plural fosas (/ˈfɒsi:/ o /ˈfɒsaɪ/); del latín "fossa", zanja o trinchera) es una depresión o hueco, generalmente en un hueso, como la fosa hipofisaria (la depresión en el hueso esfenoides). Algunos ejemplos incluyen: 
En el cráneo :
- Fosa craneal
  - Fosa craneal anterior
  - Fosa craneal media
    - Fosa interpeduncular

  - Fosa craneal posterior
- Fosa hipofisaria
- Fosa ósea temporal 
  - Fosa mandibular
  - Fosa yugular
- Fosa infratemporal
- Fosa pterigopalatina
- Fosa pterigoidea
- Fosa lagrimal
  - Fosa para glándula lagrimal
  - Fosa para el saco lagrimal
- Fosa mandibular
- Fosa escafoides
- Fosa yugular
- Fosa condiloide
- Fosa romboidal

En la mandíbula :
- Fosa retromolar

En el torso :
- Fossa ovalis (corazón)
- Fosa Infraclavicular
- Fosa piriforme
- Fosa subesternal
- Fosa ilíaca
- Fosa ovárica
- Fosa paravesical
- Fosa coccígea
- Fossa navicularis
  - Fosa navicular de la uretra masculina
  - Fosa del vestíbulo de la vagina
- Fosa isquioanal

En la extremidad superior:
- Fosa supraclavicular
- Fosa radial
- En la escápula : 
  - Fosa glenoidea
  - Fosa supraespinosa
  - Fosa infraespinosa
  - Fosa subescapular
- Fosa cubital (también: Fosa antecubital)
- Fosa del olécranon

En la extremidad inferior:
- Fossa ovalis (muslo)
- Fosa trocantérea
- Fosa acetabular
- Fosa poplítea
- Fosa intercondiloide
  - Fosa intercondiloide anterior
  - Fosa intercondiloide posterior
- Fosa intercondilar del fémur